# Bagel toast
Le bagel toast (hébreu : בייגל טוסט ; romanisé : beygel tost) est un pain grillé couramment consommé en Israël. Il est composé d'un bagel pressé, grillé et rempli de légumes et de fromage passé au grille-sandwich ou dans une presse à panini. Bien que le bagel soit rond avec un trou au centre, il est différent du bagel américain typique en ce qu'il est fait d'une pâte différente avec des graines de sésame. Le toast au bagel est généralement rempli de tzfatit, feta, blanc ou jaune, d'olives vertes, de maïs, de tomates, d'oignons, de vinaigrette et de sauce pizza ou chili.
Le bagel toast se trouve généralement dans les cafés ou les cafés-restaurants en Israël et est également servi comme collation à la maison. À la célèbre boulangerie Abulafia, à Jaffa, Tel Aviv, Israël, le bagel toast est servi avec du za'atar, un mélange de sumac, de graines de sésame et d'herbes aromatiques.